# Kalvarienbergkapelle (Wörnitzstein)

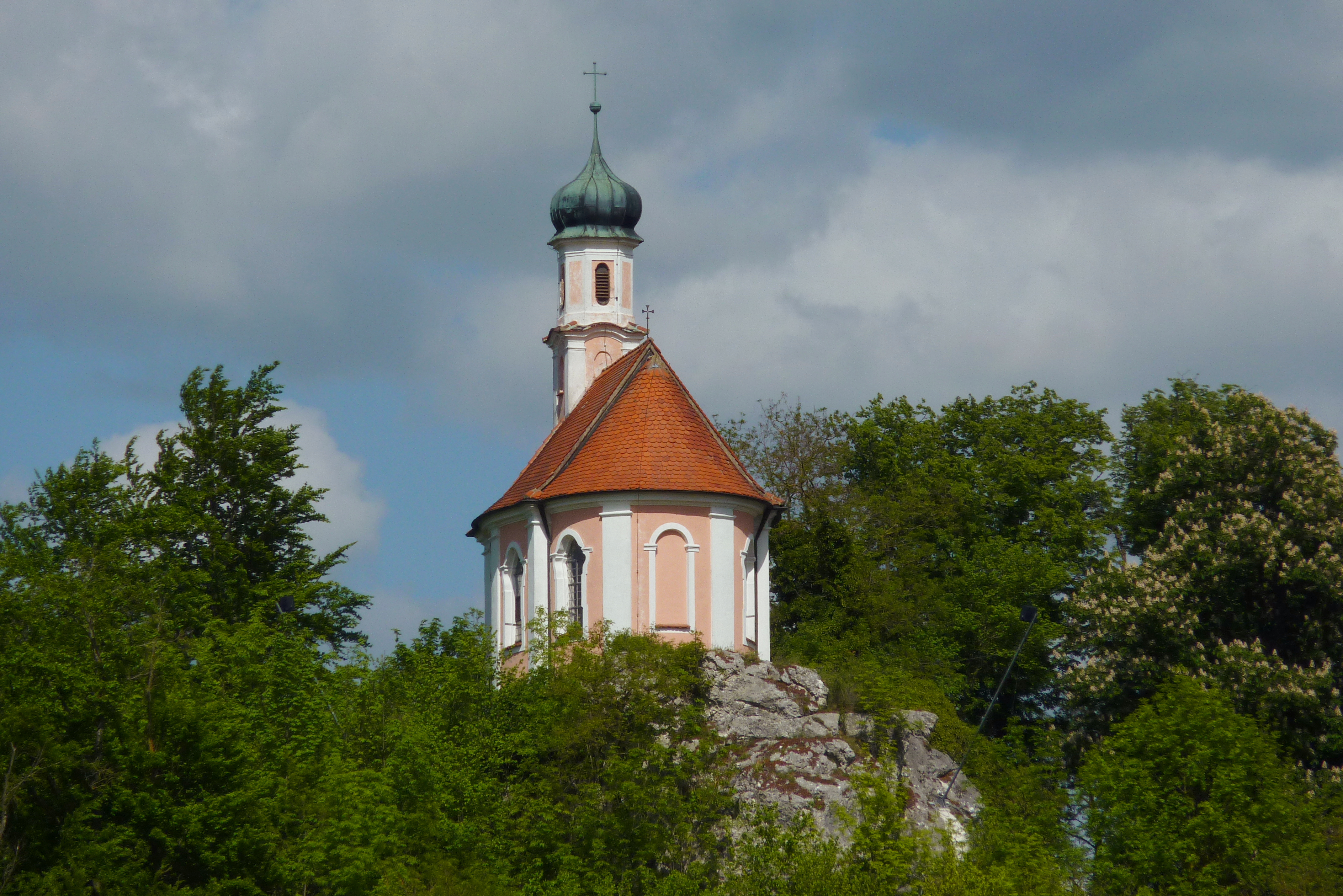
Kalvarienbergkapelle in Wörnitzstein

Die Kalvarienbergkapelle in Wörnitzstein, einem Stadtteil von Donauwörth im Landkreis Donau-Ries in Bayern, wurde 1750 errichtet. Das Gebäude auf einem hohen, bewaldeten Felsrücken über dem linken Wörnitzufer ist ein geschütztes Baudenkmal. Der Kalvarienberg ist als geschütztes Geotop ausgewiesen.

## Beschreibung
Die Kapelle wurde im Auftrag des Abts Cölestin I. Meermoos, der von 1739 bis 1771 das Kloster Kaisheim leitete, von Johann Georg Hitzelberger 1750 errichtet. Die Steintafel links vom Eingang (C.A.Z.K. 1750) erinnert an Auftraggeber und Baujahr. Der Bau auf einem verkröpft ovalen und geschwungenen Grundriss ist innen und außen durch Pilaster gegliedert.
Der Kirchenraum wird durch dreipassförmige Fenster beleuchtet. Auf dem Dach sitzt ein hoher Dachreiter mit Oktogon und Zwiebelhaube. Der Rocaillestuck im Inneren wurde 1751 von Paul Anton Landes geschaffen. Das mit dem gleichen Jahr bezeichnete Deckenfresko stammt von Gottfried Bernhard Göz und illustriert die Gründung der Kirche auf einem Felsen mit der Schlüsselübergabe an Petrus. Darunter ist der Sieg der Kirche dargestellt durch eine königliche Frau; sie hält das Modell der Kapelle in der Hand, Mitra und Abtstab weisen auf Kaisheim hin. Der darunter in die Tiefe stürzende Ungläubige symbolisiert, dass die Hölle der Kirche nichts anzuhaben vermag. Der Altar, aus der Mitte des 18. Jahrhunderts, mit einer Kreuzigungsgruppe stammt aus dem Umkreis von Johann Georg Bschorer.

## Kreuzweg
Den Aufstieg zur Kapelle führt durch ein 1910 von Therese Kapfer gestiftetes Portal und ist gesäumt durch gemalte Stationsbilder des Leidens Christi auf gemauerten Pfeilern.